# Wyndham Standing

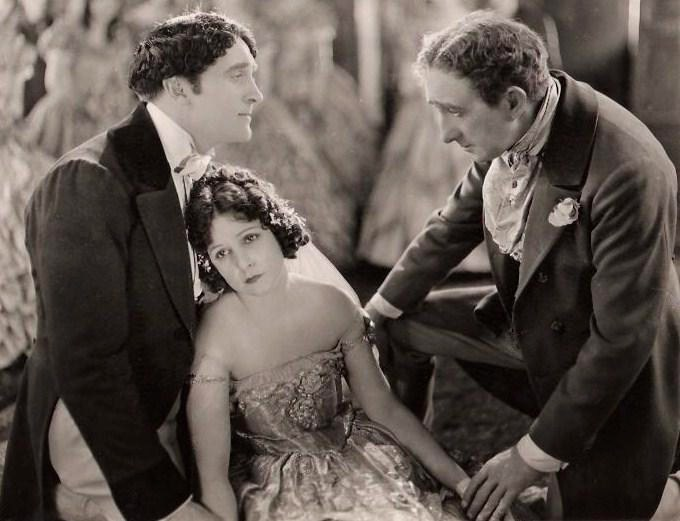
De izq. a der.: Wyndham Standing, Norma Talmadge y Alec B. Francis en Smilin' Through (1922)

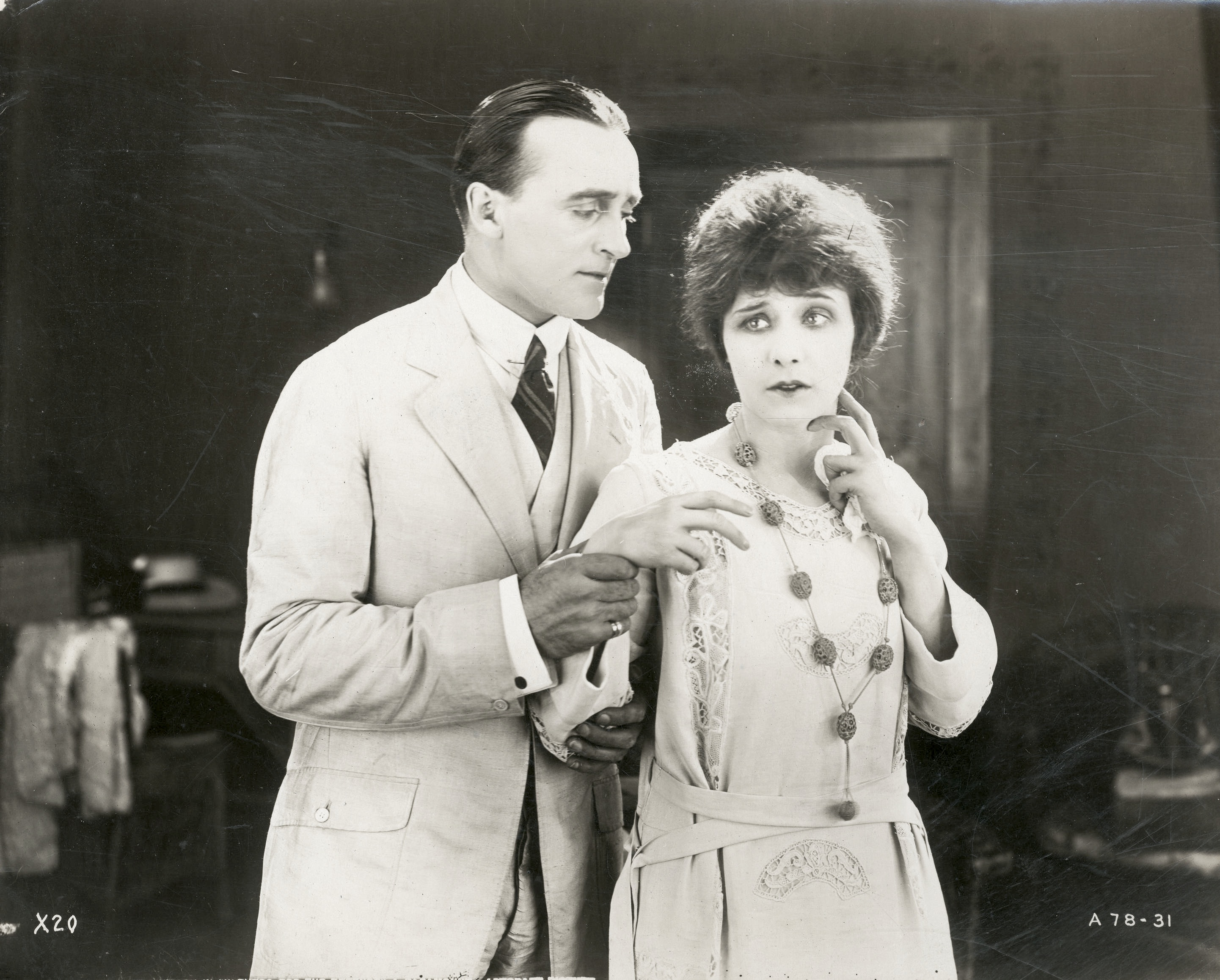
Con Elsie Ferguson en The Witness for the Defense (1919)

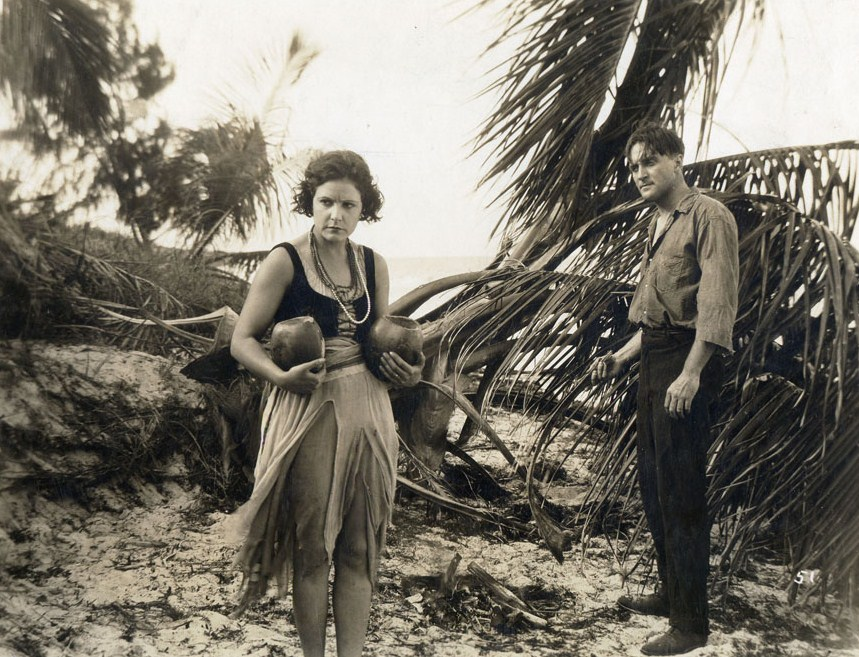
Con Norma Talmadge en The Isle of Conquest (1919)

Wyndham Standing (23 de agosto de 1880 – 1 de febrero de 1963) fue un actor cinematográfico inglés.

## Biografía
Su nombre completo era Charles Wyndham Standing, y nació en Londres, Inglaterra. Era hijo del veterano actor Herbert Standing (1846–1923) y hermano de los también actores Jack Standing, Sir Guy Standing, Herbert Standing Jr. y Percy Standing. Además, fue tío de Joan Standing y Kay Hammond
A lo largo de su carrera trabajó en 131 filmes rodados entre 1915 y 1948. Un popular y querido primer intérprete del cine mudo, actuó junto a muchas de las grandes estrellas de la época. Así, por ejemplo, él y Ronald Colman fueron las estrellas del clásico ahora perdido The Dark Angel (1925). Una de sus actuaciones más destacadas tuvo lugar en Los ángeles del infierno (1930), película en la que trabajó junto a Ben Lyon y James Hall.
Wyndham Standing falleció en Los Ángeles, California, en el año 1963. 

## Selección de su filmografía
- 1915 : Extravagance, de Charles Giblyn (cortometraje)
- 1915 : Both Sides of Life, de Robert Z. Leonard y Lynn Reynolds (cortometraje)
- 1915 : A Mother's Atonement, de Joseph De Grasse
- 1916 : Bullets and Brown Eyes, de Scott Sidney
- 1916 : The Wolf Woman, de Raymond B. West
- 1916 : The Bugle Call, de Reginald Barker
- 1916 : Redeeming Love, de William Desmond Taylor
- 1917 : The Auction of Virtue, de Herbert Blaché
- 1917 : Exile, de Maurice Tourneur
- 1917 : The Law of the land, de Maurice Tourneur
- 1917 : To the Death, de Burton L. King
- 1918 : The Hillcrest Mystery, de George Fitzmaurice
- 1918 : The Glorious Adventure, de Hobart Henley
- 1918 : Rose of the World, de Maurice Tourneur
- 1919 : Out of the Shadow, de Émile Chautard
- 1919 : The Witness for the Defense, de George Fitzmaurice
- 1919 : The Isle of Conquest, de Edward José
- 1919 : The Woman on the Index, de Hobart Henley
- 1919 : Eyes of the Soul, de Émile Chautard
- 1919 : The Miracle of Love, de Robert Z. Leonard
- 1920 : A Modern Salome, de Léonce Perret
- 1920 : My Lady's Garter, de Maurice Tourneur
- 1920 : Blackmail, de Dallas M. Fitzgerald
- 1920 : Lifting Shadows,  de Léonce Perret
- 1921 : The Marriage of William Ashe, de Edward Sloman
- 1921 : The Iron Trail, de Roy William Neill
- 1922 : Smilin' Through, de Sidney Franklin
- 1922 : Bride's Play, de George Terwilliger
- 1923 : Daytime Wives, de Émile Chautard
- 1923 : The Hypocrites, de Charles Giblyn
- 1923 : The Lion's Mouse, de Oscar Apfel
- 1923 : The Gold Diggers, de Harry Beaumont
- 1924 : Pagan Passions, de Colin Campbell
- 1924 : Flames of Desire, de Denison Clft
- 1924 : The Rejected Woman, de Albert Parker
- 1924 : Vanity's Price, de Roy William Neill
- 1925 : The Unchastened Woman, de James Young
- 1925 : The Teaser, de William A. Seiter
- 1925 : The Dark Angel, de George Fitzmaurice
- 1926 : The Canadian, de William Beaudine
- 1927 : Thumbs Down, de Phil Rosen
- 1927 : The City Gone Wild, de James Cruze
- 1928 : The Port of Missing Girls, de Irving Cummings
- 1928 : The Price of Divorce, de Sinclair Hill
- 1930 : Los ángeles del infierno, de Howard Hughes
- 1930 : Billy the Kid, de King Vidor
- 1931 : Drácula, de Tod Browning
- 1933 : A Study in Scarlet, de Edwin L. Marin
- 1933 : Una mujer para dos, de Ernst Lubitsch
- 1934 : Imitation of Life, de John M. Stahl
- 1934 : The Girl from Missouri, de Jack Conway
- 1934 : Limehouse Blues, de Alexander Hall
- 1934 : Sadie McKee, de Clarence Brown
- 1935 : Clive of India, de Richard Boleslawski
- 1935 : East of Java, de George Melford
- 1936 : Mary of Scotland, de John Ford
- 1936 : Beloved Enemy, de H. C. Potter
- 1938 : Kidnapped, de Alfred L. Werker
- 1939 : The Man in the Iron Mask, de James Whale
- 1939 : The Night of Nights, de Lewis Milestone
- 1939 : Rulers of the Sea, de Frank Lloyd
- 1939 : Mr. Smith Goes to Washington, de Frank Capra
- 1940 : El puente de Waterloo, de Mervyn LeRoy
- 1940 : Más fuerte que el orgullo, de Robert Z. Leonard
- 1940 : The Long Voyage Home, de John Ford
- 1940 : The Son of Monte Cristo, de Rowland V. Lee
- 1941 : Meet John Doe, de Frank Capra
- 1941 : Smilin' Through, de Frank Borzage
- 1942 : This Above All, de Anatole Litvak
- 1943 : Madame Curie, de Mervyn LeRoy
- 1943 : Dos en el cielo, de Victor Fleming
- 1944 : La señora Parkington, de Tay Garnett
- 1944 : La mujer del cuadro, de Fritz Lang
- 1945 : Week-End at the Waldorf, de Robert Z. Leonard
- 1946 : The Locket, de John Brahm
- 1946 : The Secret Heart, de Robert Z. Leonard
- 1947 : The Sea of Grass, de Elia Kazan
- 1947 : The Late George Apley, de Joseph L. Mankiewicz
- 1947 : If Winter comes, de Victor Saville
- 1947 : The Private Affairs of Bel Ami, de Albert Lewin
- 1947 : Ivy, de Sam Wood
- 1947 : Lured, de Douglas Sirk
- 1947 : Green Dolphin Street, de Victor Saville
- 1948 : B.F.'s Daughter, de Robert Z. Leonard